# Sarracenia swaniana
Sarracenia swaniana este o specie de plante carnivore din genul Sarracenia, familia Sarraceniaceae, ordinul Ericales, descrisă de Hort. și Nichols.. Conform Catalogue of Life specia Sarracenia swaniana nu are subspecii cunoscute.